# Tangara cyanocephala
Tangara cyanocephala (nomeada, em inglês, red-necked tanager; em castelhano, tangará verde y roja (Arg.); em português e na língua indígena, denominada pelo povo: saíra-militar, saí-militar, saí-de-bando, saíra-de-lenço, saíra-lenço, saíra-de-coleira-vermelha, saíra-de-pescoço-vermelho, saíra-de-cabeça-azul, saíra-de-gola, gaturamo, gaturamo-fim-fim, fim-fim, soldadinho e verdelim) é uma espécie de ave da família Thraupidae (na taxonomia de Sibley-Ahlquist colocada entre os Fringillidae); um pássaro endêmico de florestas de Mata Atlântica, restingas e capoeiras da região oriental do Brasil, do estado do Ceará até o Rio Grande do Sul e em Misiones, na Argentina, ao Paraguai; mais frequente em áreas costeiras arborizadas até altitudes de 1.000 metros, em associação com a saíra-sete-cores, a saíra-dourada e outros pássaros. Foi classificada em 1776, por Philipp Ludwig Statius Müller; considerada a ave símbolo das cidades de Brusque, em Santa Catarina, no ano de 2009, e de Morretes, no Paraná, no ano de 2021; também listada pela União Internacional para a Conservação da Natureza como espécie pouco preocupante. Ela mede entre 10 e 13 centímetros de comprimento e pesa entre 16 e 21 gramas. Sua denominação binomial, Tangara cyanocephala, significa "dançarino com cabeça azul-escura".

## Descrição
Este pássaro apresenta leve dimorfismo sexual. No macho ocorre a predominância de penas de cor negra no dorso, sendo inconfundível pela área em vermelho nas laterais da cabeça e nuca. Apresenta uma pequena faixa amarelada nas asas e regiões de um verde-brilhante nas asas, ventre e retrizes. Olhos com bordas e faixa anterior de um azul mais claro que o presente no restante de sua fronte e garganta.
Na fêmea ocorre a predominância de penas estriadas de verde no dorso e com a faixa vermelha mais apagada, tendendo à tonalidade da canela.

## Vocalização
Sua vocalização de chamada é constituída por sons como um fino "bst", ou um agudo "zit-zit-zit" e um chilrear rápido.

## Nidificação e reprodução
Macho e fêmea cuidam dos filhotes em um ninho em formato de taça, composto por fibras de bromélias e outras epífitas, com 3 a 4 ovos.

## Alimentação
Nos bosques tropicais onde habita, a saíra-militar se alimenta de frutos, insetos e suas larvas, néctar ou pólen das flores; frequentando pomares ou comedouros e também vistas se alimentando em pequenos arbustos e até mesmo sobre a vegetação rente ao solo.

## Subespécies
T. cyanocephala possui três subespécies:
- Tangara cyanocephala cyanocephala (Statius Muller, 1776) - ocorrendo desde o sul do Espírito Santo até o Rio Grande do Sul, o Paraguai e o norte da Argentina.[3]
- Tangara cyanocephala corallina (Berlepsch, 1903)[3] / saíra-militar-da-Bahia[4] - ocorrendo do litoral de Pernambuco até o Espírito Santo; distinguindo-se da subespécie nominal por ser, em média, um pouco menor, com a faixa no pescoço de um vermelho um pouco mais pálido, com a barra amarela na asa mais estreita e partes ventrais mais amareladas.[3]
- Tangara cyanocephala cearensis (Cory, 1916)[3] / saíra-militar-do-Ceará[4] - ocorrendo na serra de Baturité, no Ceará, e criticamente ameaçada neste habitat; distinguindo-se da subespécie nominal e de corallina por ter sua coroa frontal de um azul-arroxeado, penas negras no alto da garganta, entre a faixa vermelha e o azul do final da garganta e, principalmente, por possuir penas de cor azul celeste na superfície das retrizes, em sua cauda.[3]